# Morro de Itararé
El Morro de Itararé, o también conocido en la ciudad como el "Morro da Asa Delta", (literalmente la colina del Ala Delta en portugués) por tener una zona para la práctica de vuelo libre. Es un promontorio situado en el centro Sur de la Isla de São Vicente, entre los municipios brasileños de São Vicente y Santos. Todos estos lugares se encuentran el estado de São Paulo, en la costa sur de Brasil.

Tiene acceso por carretera a partir del Morro do José Menino, en la divisoria con el municipio de Santos. Desde la cima además de la práctica de deportes de riesgo, se puede admirar una espectacular vista de la Bahía de Santos, de la ciudad de Santos y su playa y de la Isla de Santo Amaro y de la ciudad de Guarujá. Incluso es posible divisar también el municipio de Cubatão y el de Praia Grande.
- Datos: Q6024427
- Multimedia: Morro do Voturuá / Q6024427